# 埼玉県立宮代高等学校
埼玉県立宮代高等学校（さいたまけんりつ みやしろこうとうがっこう）は、埼玉県南埼玉郡宮代町にある全日制普通科男女共学の県立高等学校。東京2020教育プログラム「オリンピック・パラリンピック教育実施校」。

## 沿革
- 1982年（昭和57年） - 開校。
- 1982年（昭和57年） - 開校記念式典を挙行し、校旗・校歌を制定。この日（6月5日）を開校記念日とする。
- 1983年（昭和58年） - 生徒ホール竣工。
- 1991年（平成3年） - 創立10周年記念式典挙行。
- 1992年（平成4年） - しいの木会館竣工。
- 2001年（平成13年） - 創立20周年記念式典挙行。

## 主な行事・取り組み等
- 遠足(学年別)
- 体育祭
- 光輝祭（文化祭）
- 修学旅行（2年生）
- 持久走大会(渡良瀬遊水地 男子13㎞・女子10㎞)
- スピーチ発表会（3年生）
- 球技大会(7月・3月)
- 百人一首大会（1・2年生）
- 文化部フェスタ(コミュニティセンター進修館)
- 芸術鑑賞会
- 予餞会(3年生を送る会・2月)
- 土曜勉強マラソン(各定期考査前)
- 朝学習(自習20分＋確認テスト5分)
- 小人数・習熟度別授業(1年・2年英語・数学)
- 実力増進講習（学期中および夏季・冬季休業中）
- 体験型進路別見学会(2年生）
- 進路別報告会(卒業生から2年生)
- 進路ガイダンス(3年生)

## クラブ
高等学校では珍しいアーチェリー部が設置されており、過去にはアーチェリー部、陸上競技部、放送部が全国大会に出場。他にもワンダーフォーゲル部(廃部)が関東大会に出場している。
運動部
- テニス部（男・女）
- アーチェリー部
- 野球部
- サッカー部(男・女)
- 陸上競技部
- 卓球部（男・女）
- 剣道部
- 女子バレーボール部
- バスケットボール部（男・女）
- ハンドボール部 (男・女)
- バドミントン部（男・女）
- ハンドボール部（男・女)

文化部
- 吹奏楽部
- 漫画研究部
- 料理研究部
- 放送部
- 茶道部
- 美術部
- 文芸部
- 書道部
- 華道部
- 科学部
- 演劇部
- 箏曲部
- 百人一首同好会
- 生徒会

## 交通
- 東武伊勢崎線姫宮駅より徒歩8分

## 出身者
- 小島達矢 - 小説家